# Joice Mujuru
Joice Mujuru, född 15 april 1955 i distriktet Mount Darwin i Mashonaland Central, var Zimbabwes vicepresident 2004-2014. Hon var även viceordförande för det politiska partiet ZANU-PF under samma tid. Dessförinnan hade hon haft olika ministerposter alltsedan 1980. Hon ansågs vara en möjlig efterträdare till Robert Mugabe som partiledare, men på partikongressen 2014 avsattes hon som viceordförande, anklagad för att ha konspirerat mot Mugabe. Kort därefter miste hon också posten som landets vicepresident, och under 2015 uteslöts hon ur ZANU-PF. Hon har nu startat ett nytt parti, Zimbabwe People First.
Hon rankades av Forbes Magazine 2011 som den femte mest inflytelserika kvinnan i Afrika. Hon var gift med militärofficern Solomon Mujuru fram till hans död i augusti 2011.